# モアイの巣
『モアイの巣』（モアイのす）は、宮澤卓宏により製作された日本のインディーゲーム。画面内でマウスカーソルを動かして30秒間に100匹のモアイを回収すればクリアとなるブラウザゲームである。宮澤によるモアイシリーズの第2作であり、第1作に『モアイまわし』、第3作に『モアイの塔』も製作された。2006年に日本ゲーム大賞インディーズ部門優秀賞を受賞した。

## 内容
イースター島のモアイが突如暴れ始めたためそれを回収するという設定。ゲームのテンポを良くするため、スタートやルール説明も含めてプレイにクリックは不要であり、カーソルを動かすだけで操作できる仕様になっている。画面内でカーソルを動かして30秒間にモアイを100匹回収すればステージクリアとなり、次のステージへ進む。なお、後に登場したshockwave版の『モアイの巣』はマウスホイールを使う操作などもあり、クリックが必要になっている。
ステージが進むにつれモアイを回収しやすくなる傾向にあり、宮澤はこれについてゲームバランス調整をしていないため崩壊しているとコメントしている。ステージには宇宙や雷門のステージで登場するアメリカザリガニはリリース直前で高揚した宮澤により追加された。

## 製作
前作『モアイまわし』を製作した宮澤が、同じくクリエイター発掘サイト「BROAD STAR」での発表用に制作した。『モアイまわし』と同じ利用者層が想定された。後にshockwave版とガンホーゲームズ版が登場した。
2010年に『モアイまわし』のiPhone用アプリ版をリリースした際、宮沢はガジェット通信のインタビューに対して『モアイの巣』のアプリ版もいつか製作したいとコメントしている。

## 評価
オリジナル版『モアイの巣』は日本ゲーム大賞2006インディーズ部門優秀賞を受賞した。受賞の理由として、出現するモアイの動作と各ステージの場面設定のインパクト、およびテンポが高く評価された。